# پال گیلبرت
پل گیلبرت (به انگلیسی: Paul Gilbert) نوازنده گیتار الکتریک، زاده ۶ نوامبر ۱۹۶۶ در ایلی‌نویز آمریکا است.
وی که بیشتر به‌عنوان نوازنده گروه‌های ریسر ایکس و مستر بیگ شناخته شده‌است پس از ترک مستر بیگ در سال ۱۹۹۷، به تک‌نوازی و انتشار آلبوم‌های شخصی روی آورده‌است.
پل گیلبرت در سال ۲۰۰۷ به‌همراه جو ستریانی و جان پتروچی در مجموعه کنسرت G3 شرکت کرد.
سایت کریپ نویز در فهرست ۱۰ نوازنده برتر گیتار تاریخ او را در رده سوم پس از اینگوی مالمستین و مایکل آنجلو بتیو قرار داده‌است.